# メローネ
メローネ（伊: Merone）は、イタリア共和国ロンバルディア州コモ県にある、人口約4,000人の基礎自治体（コムーネ）。

## 地理

### 位置・広がり
コモ県南東部、ブリアンツァ地方のコムーネ。県都コモから東南東へ13km、レッコから南西へ14km、州都ミラノから北へ36kmの距離にある。北東にプジアーノ湖に面する。

#### 隣接コムーネ
隣接するコムーネは以下の通り。LCはレッコ県所属。
- エルバ - 北
- エウピーリオ - 北東
- ロージェノ (LC) - 東
- コスタ・マズナーガ (LC) - 南東
- ランブルーゴ - 南
- ルラーゴ・デルバ - 南西
- モングッツォ - 西

### 地形・地勢
- 河川・湖沼：プジアーノ湖（イタリア語版）、ランブロ川（イタリア語版）

### 地震分類
イタリアの地震リスク階級 (it) では、4 に分類される
。

## 交通

### 鉄道

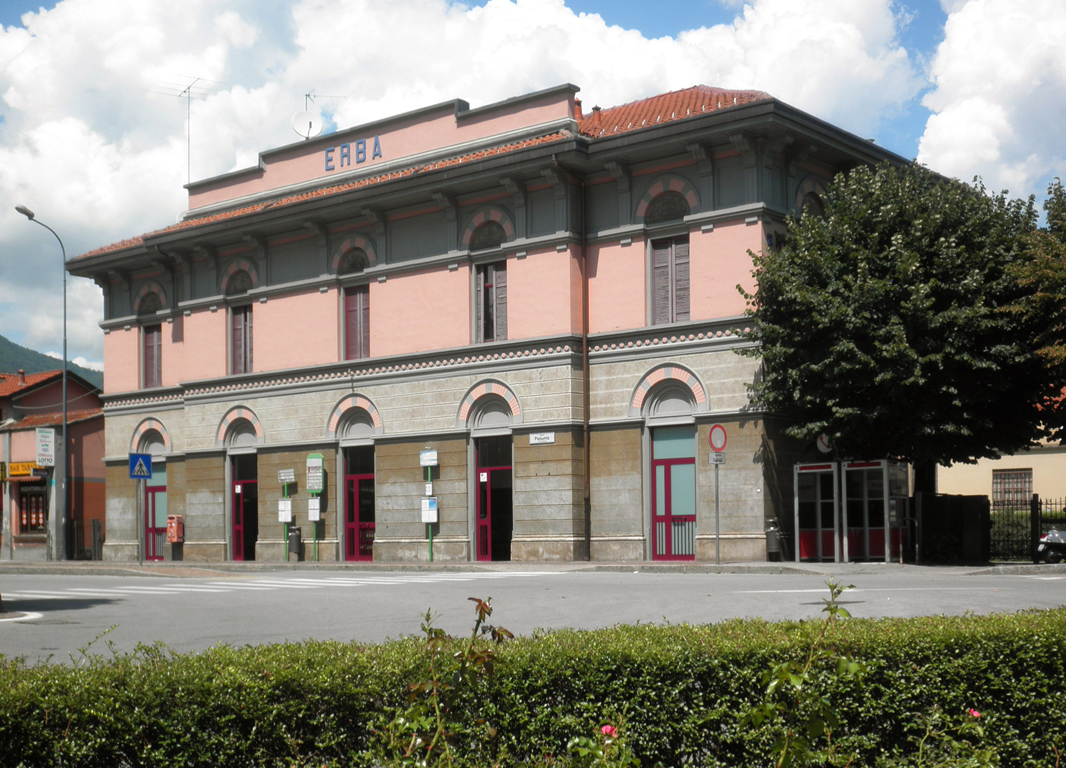
エルバ駅

- ミラノ＝アッソ線 (it:Ferrovia Milano-Asso) 
  - メローネ駅 (it:Stazione di Merone)
- コモ＝レッコ線 (it:Ferrovia Como-Lecco) 
  - メローネ駅 - Moiana駅 (it:Stazione di Moiana)

### 主な道路
- SP41
- SP47

## 姉妹都市
- Noyarey、フランス